# فرنسيس رووي (سياسي)
فرنسيس رووي (بالإنجليزية: Frank Rowe)‏ هو سياسي أسترالي، ولد في 22 سبتمبر 1860 في أستراليا، وتوفي في 23 أكتوبر 1939 في فريمانتل في أستراليا. حزبياً، نشط في حزب العمال الأسترالي. وقد انتخب عضو الجمعية التشريعية لأستراليا الغربية عن دائرة Electoral district of North-East Fremantle ‏ (26 مارس 1927 – 12 أبريل 1930).